# Liczby pierwsze

Liczby naturalne od zera do stu – liczby pierwsze zaznaczone są na czerwono

Liczba pierwsza – liczba naturalna większa od 1, która ma dokładnie dwa dzielniki naturalne: jedynkę i siebie samą. Nie istnieje powszechnie przyjęty symbol zbioru wszystkich liczb pierwszych, czasami oznacza się ten zbiór symbolem {\displaystyle \mathbb {P} }.
Wykaz początkowych liczb pierwszych:
2, 3, 5, 7, 11, 13, 17, 19, 23, 29, 31, 37, 41, 43, 47, 53, 59, 61, 67, 71, 73, 79, 83, 89, 97 itd. (ciąg  A000040 w OEIS).
W wykazie brak np. liczby 4, bowiem ma ona 3 dzielniki: 1, 2 i 4. Podobnie z liczbą 6, która ma 4 dzielniki: 1, 2, 3 i 6.
Liczby naturalne większe od 1, które nie są pierwsze, nazywa się liczbami złożonymi. Liczby 4 i 6 są więc przykładami liczb złożonych.
Z podanych definicji wynika, że liczby 0 i 1 nie są ani pierwsze, ani złożone.

## Podstawowe własności
- Najmniejszy różny od jedynki dzielnik naturalny liczby naturalnej, większej od jedności, jest liczbą pierwszą.
- Euklides pokazał, że żaden skończony zbiór nie zawiera wszystkich liczb pierwszych:
Niech {\displaystyle X} będzie skończonym zbiorem liczb pierwszych. Niech {\displaystyle x} będzie iloczynem wszystkich liczb występujących w {\displaystyle X} (gdy {\displaystyle X} jest puste, to {\displaystyle x=1}). Jedynym wspólnym dzielnikiem liczb {\displaystyle x} oraz {\displaystyle x+1} jest 1. Zatem żadna liczba pierwsza, występująca w {\displaystyle X,} nie jest dzielnikiem liczby {\displaystyle x+1.} Ale {\displaystyle x+1>1.} Więc {\displaystyle x+1} ma dzielnik {\displaystyle p,} który jest liczbą pierwszą. Liczba pierwsza {\displaystyle p} nie należy do {\displaystyle X} (bo jest dzielnikiem liczby {\displaystyle x+1}).
- Każda liczba naturalna większa od 1 daje się jednoznacznie zapisać w postaci iloczynu skończonego niemalejącego ciągu pewnych liczb pierwszych[1]. Twierdzenie to był w stanie udowodnić już Euklides (stworzył niezbędne narzędzia), ale uczynił to dopiero Gauss. Twierdzenie to oznacza, że liczby pierwsze są w pewnym sensie atomami, z których przy pomocy mnożenia zbudowane są pozostałe liczby.

## Wyznaczanie
Aby znaleźć wszystkie liczby pierwsze w zadanym przedziale liczbowym, można posłużyć się algorytmem zwanym sitem Eratostenesa: jeśli liczba naturalna {\displaystyle N} większa od 1 nie jest podzielna przez żadną z liczb pierwszych nie większych od pierwiastka z {\displaystyle N,} to {\displaystyle N} jest liczbą pierwszą.
Metoda dająca odpowiedź na pytanie, czy dana liczba naturalna jest pierwsza, czy nie, nosi nazwę testu pierwszości. Wśród takich metod praktyczne zastosowanie mają testy probabilistyczne, to znaczy takie, które pozwalają określić pierwszość liczby z dostatecznie dużym prawdopodobieństwem, np.: test pierwszości Millera-Rabina, test pierwszości Solovaya-Strassena.

## Rozkładn{\displaystyle n}! na czynniki pierwsze
Niech {\displaystyle \operatorname {ord} _{p}(n)} oznacza wykładnik, z którym liczba pierwsza {\displaystyle p} występuje w rozkładzie liczby naturalnej {\displaystyle n} (waluacja p-adyczna). Wtedy:
{\displaystyle \operatorname {ord} _{p}(n!)=\sum _{k=1}^{\infty }\left\lfloor {\tfrac {n}{p^{k}}}\right\rfloor } (wzór Legendre’a),
gdzie {\displaystyle \lfloor x\rfloor } jest jedyną liczbą całkowitą, spełniającą nierówność
{\displaystyle x-1<\lfloor x\rfloor \leqslant x}
dla dowolnego rzeczywistego {\displaystyle x.} Liczbę {\displaystyle \lfloor x\rfloor } nazywamy częścią całkowitą liczby rzeczywistej {\displaystyle x.} Powyższa suma jest skończona, gdyż tylko skończona liczba jej składników jest różna od 0 – mianowicie pierwsze {\displaystyle \left\lfloor {\tfrac {\ln n}{\ln p}}\right\rfloor } wyrazów.
Literatura: na przykład – rozdział 7.0; – rozdział 6.3, Twierdzenie 6.9.

## Rozkład środkowego współczynnika dwumianowego
Zbadajmy {\displaystyle o_{p}(n):=\operatorname {ord} _{p}{\binom {2n}{n}}.} {\displaystyle o_{p}(n)=1,} gdy liczba pierwsza {\displaystyle p} należy do przedziału {\displaystyle n<p\leqslant 2n.} Ogólnie:
{\displaystyle o_{p}(n)=\operatorname {ord} _{p}((2n)!)-2\operatorname {ord} _{p}(n!).}
Ponieważ
{\displaystyle 0\leqslant \lfloor 2x\rfloor -2\lfloor x\rfloor \leqslant 1}
dla dowolnej liczby rzeczywistej {\displaystyle x,} to ze wzoru na {\displaystyle \operatorname {ord} _{p}(n!),} z poprzedniego fragmentu, wynika, że
{\displaystyle o_{p}(n)\leqslant \left\lfloor {\tfrac {\ln(2n)}{\ln p}}\right\rfloor .}
Równość {\displaystyle p^{(\ln x)/(\ln p)}=x} pozwala powyższą nierówność wyrazić równoważnie jako
{\displaystyle p^{o_{p}(n)}\leqslant 2n,}
czyli:
Twierdzenie. Jeżeli {\displaystyle p^{k}|{\binom {2n}{n}},} to {\displaystyle p^{k}\leqslant 2n.}
Prawdziwe jest także twierdzenie:
Twierdzenie. Jeżeli {\displaystyle n>2} jest liczbą naturalną, oraz {\displaystyle p} – liczbą pierwszą z przedziału {\displaystyle {\tfrac {2}{3}}n<p\leqslant n,} to {\displaystyle p} nie jest dzielnikiem współczynnika {\displaystyle {\binom {2n}{n}}.}

## Rozmieszczenie

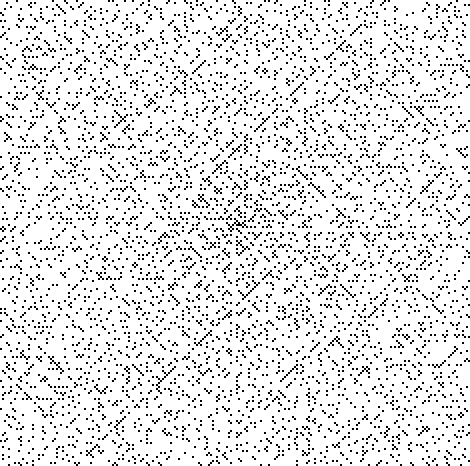
Liczby pierwsze na spirali Ulama

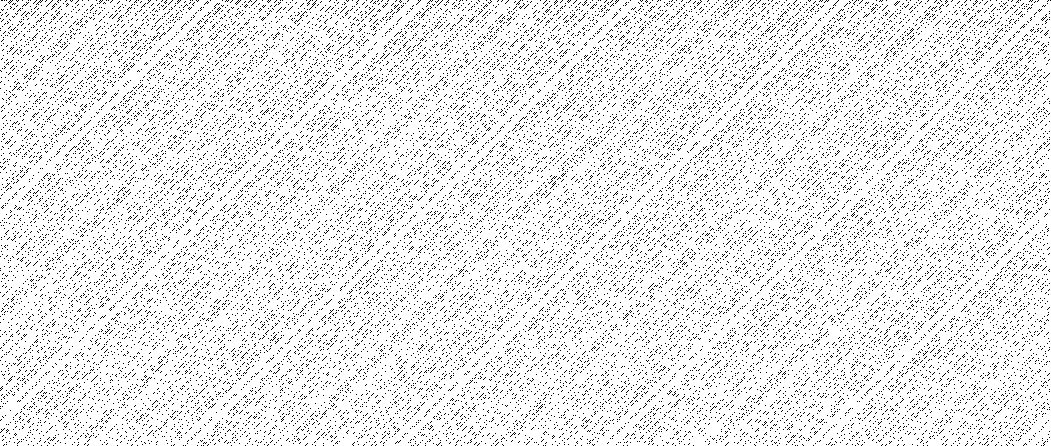
Rozmieszczenie pierwszych 39131 liczb pierwszych

Rozmieszczenie liczb pierwszych wśród liczb naturalnych spełnia pewne prawidłowości statystyczne, ale nie jest znany żaden wzór, który pozwalałby wyznaczać liczby pierwsze w sposób bardziej efektywny niż metoda Eratostenesa.
Kilka poniższych twierdzeń przybliża zagadnienia związane z badaniem rozmieszczenia liczb pierwszych na osi liczbowej.

### Szereg odwrotności wszystkich liczb pierwszych
Niech {\displaystyle \mathbb {P} } oznacza zbiór liczb pierwszych. Leonhard Euler udowodnił, że szereg liczbowy {\displaystyle \sum _{p\in \mathbb {P} }{\tfrac {1}{p}}} odwrotności wszystkich liczb pierwszych jest rozbieżny. Sugeruje to, że liczby pierwsze nie mogą być rozłożone zbyt „rzadko” na osi liczbowej. Rozbieżność tego szeregu daje też nowy dowód na istnienie nieskończenie wielu liczb pierwszych.
Dowód twierdzenia Eulera {\displaystyle \sum _{p\in \mathbb {P} }{\tfrac {1}{p}}=\infty }
Niech
{\displaystyle P(x):=\sum _{p\in \mathbb {P} ,p\leqslant x}{\tfrac {1}{p}},}
{\displaystyle Q(x):=\sum _{p\in \mathbb {P} ,p\leqslant x}{\tfrac {1}{p-1}}.}
Ponieważ
{\displaystyle 1=\left({\tfrac {1}{1}}-{\tfrac {1}{2}}\right)+\left({\tfrac {1}{2}}-{\tfrac {1}{3}}\right)+\ldots ,}
to
{\displaystyle P(x)>Q(x)-1}
dla dowolnego naturalnego {\displaystyle x.} Wystarczy zatem dowieść, że {\displaystyle Q(x)} może być dowolnie wielkie.
Szereg geometryczny:
{\displaystyle 1+{\tfrac {1}{p-1}}={\tfrac {1}{1-{\tfrac {1}{p}}}}=1+{\tfrac {1}{p}}+{\tfrac {1}{p^{2}}}+\ldots }
oraz rozkładalność liczb naturalnych na iloczyny liczb pierwszych, daje nierówność
{\displaystyle \prod _{p\in \mathbb {P} ,p\leqslant x}\left(1+{\tfrac {1}{p-1}}\right)=\prod _{p\in \mathbb {P} ,p\leqslant x}\left(1+{\tfrac {1}{p}}+{\tfrac {1}{p^{2}}}+\ldots \right)\geqslant \sum _{n=1}^{x}{\tfrac {1}{n}}.}
Ale {\displaystyle {\tfrac {1}{p-1}}>\ln \left(1+{\tfrac {1}{p-1}}\right),} a więc:
{\displaystyle Q(x)>\ln \left(\prod _{p\in \mathbb {P} ,p\leqslant x}\left(1+{\tfrac {1}{p-1}}\right)\right)\geqslant \ln \left(\sum _{n=1}^{x}{\tfrac {1}{n}}\right)>\ln(\ln(x+1))\to \infty ,}
zatem
{\displaystyle P(x)>\ln(\ln(x+1))-1\to \infty ,}
gdy {\displaystyle x\to \infty .} Koniec dowodu.
Franz Mertens uzyskał podobne oszacowanie {\displaystyle P(x)} także od góry.

### Oszacowania iloczynu odcinka liczb pierwszych
Jasne jest, że zachodzi podzielność
{\displaystyle \prod _{p\in \mathbb {P} ,n<p\leqslant 2n}p|{\binom {2n}{n}}} oraz równość {\displaystyle {\binom {2n}{n}}=2\cdot {\binom {2n-1}{n-1}}.}
Więc dla n > 1 otrzymujemy:
{\displaystyle \prod _{p\in \mathbb {P} ,n<p\leqslant 2n}p|{\binom {2n-1}{n-1}}.} Wiemy także, że {\displaystyle {\binom {2n-1}{n-1}}={\binom {2n-1}{n}}.}
Powyższe współczynniki dwumianowe są składnikami sumy ze wzoru Newtona na {\displaystyle (1+1)^{2n-1}.} Są więc one mniejsze od {\displaystyle 2^{2n-2}=4^{n-1}} (ostro, bo w sumie Newtona występują też inne składniki). Tak więc mamy nasze pierwsze oszacowanie (od góry) iloczynu odcinka liczb pierwszych:
{\displaystyle \prod _{p\in \mathbb {P} ,n<p\leqslant 2n}p<4^{n-1}}
dla {\displaystyle n>2,} a nawet dla każdego {\displaystyle n>1.} Bardziej atrakcyjne byłoby oszacowanie iloczynu początkowego odcinka liczb pierwszych
{\displaystyle \prod P(x):=\prod \{p\in \mathbb {P} :p\leqslant x\}}
Ale przynajmniej możemy powyższą nierówność przepisać w postaci:
{\displaystyle {\frac {\prod P(2n)}{\prod P(n)}}<4^{n-1}}
dla każdego {\displaystyle n>1.}
{\displaystyle \prod P(2n-1)=\prod P(2n)}
dla każdego naturalnego {\displaystyle n>1.}
Twierdzenie
{\displaystyle \prod P(x)\leqslant {\tfrac {1}{2}}4^{x-1}}
dla każdej liczby całkowitej {\displaystyle x>1.}
DowódMożna sprawdzić bezpośrednio, że twierdzenie zachodzi dla {\displaystyle x=2,3.}
Rozpatrzmy parzyste {\displaystyle x>3.} Wtedy {\displaystyle 1<x/2<x.} Możemy więc indukcyjnie założyć, że twierdzenie zachodzi dla {\displaystyle x/2.} Zatem korzystając ze wcześniejszego oszacowania iloczynu odcinka (niepoczątkowego), które zachodziło dla każdego {\displaystyle x:=2n>2,} otrzymujemy:
{\displaystyle \prod P(x)<\prod P\left({\tfrac {x}{2}}\right)4^{{\tfrac {x}{2}}-1}\leqslant {\tfrac {1}{2}}4^{{\tfrac {x}{2}}-1}4^{{\tfrac {x}{2}}-1}={\tfrac {1}{2}}4^{x-2}.}
Więc indukcja zachodzi dla parzystego przypadku. Dla nieparzystego {\displaystyle x>3} mamy {\displaystyle 1<{\tfrac {x+1}{2}}<x,} co pozwala nam stosować założenie indukcyjne dla {\displaystyle {\tfrac {x+1}{2}}} (oraz znowu wcześniejsze oszacowanie):
{\displaystyle \prod P(x)<\prod P\left({\tfrac {x+1}{2}}\right)4^{\tfrac {x-1}{2}}\leqslant {\tfrac {1}{2}}4^{\tfrac {x-1}{2}}4^{\tfrac {x-1}{2}}={\tfrac {1}{2}}4^{x-1}}
Koniec dowodu
Uwaga. Twierdzenie zachodzi dla każdej liczby rzeczywistej {\displaystyle x\geqslant 2,} a nie tylko dla całkowitych.

### Postulat Bertranda – twierdzenie Czebyszewa
Czebyszew udowodnił następujące twierdzenie (patrz – rozdział 9, – rozdział 6.9):
Twierdzenie
Dla dowolnej liczby naturalnej {\displaystyle n} większej od 1, między liczbami {\displaystyle n} a {\displaystyle 2n} istnieje co najmniej jedna liczba pierwsza.
Dowód
Wyżej zdefiniowaliśmy {\displaystyle o_{p}(n)} i odnotowaliśmy następujące trzy twierdzenia:
- Jeżeli {\displaystyle p^{k}|{\binom {2n}{n}},} to {\displaystyle p^{k}\leqslant 2n;} albo krótko: {\displaystyle p^{o_{p}(n)}\leqslant 2n.}
- Jeżeli {\displaystyle n>2} jest liczbą naturalną, oraz {\displaystyle p} – liczbą pierwszą z przedziału {\displaystyle {\tfrac {2}{3}}n<p\leqslant n,} to {\displaystyle p} nie jest dzielnikiem współczynnika {\displaystyle {\binom {2n}{n}}.}
- {\displaystyle \prod P(x)\leqslant {\tfrac {1}{2}}4^{x-1}} dla każdego rzeczywistego {\displaystyle x>1.}

Zdefiniujmy:
{\displaystyle L(n):=\prod _{p\in \mathbb {P} ,p\leqslant n}p^{o_{p}(n)}.}
Twierdzenia dowiedziemy, pokazując, że {\displaystyle L(n)<{\binom {2n}{n}}.}
Otóż {\displaystyle L(n)=M(n)N(n),} gdzie:
{\displaystyle M(n):=\prod \left\{p^{o_{p}(n)}:p\leqslant {\sqrt {2n}},p\in \mathbb {P} \right\}}
{\displaystyle N(n):=\prod \left\{p\in \mathbb {P} :{\sqrt {2n}}<p\leqslant {\tfrac {2}{3}}n\right\}}
Dla {\displaystyle x>8} liczba liczb pierwszych nie większych od {\displaystyle x} jest mniejsza od {\displaystyle {\tfrac {x}{2}}.} Zatem gdy {\displaystyle n>32,} {\displaystyle M(n)} ma nie więcej, niż {\displaystyle {\sqrt {\tfrac {n}{2}}}} czynników, z których każdy jest ograniczony od góry przez {\displaystyle 2n.} Zatem:
{\displaystyle M(n)\leqslant (2n)^{\sqrt {\tfrac {n}{2}}}}
oraz
{\displaystyle N(n)\leqslant \prod \left\{p\in \mathbb {P} :p\leqslant {\tfrac {2}{3}}n\right\}\leqslant {\tfrac {1}{2}}4^{{\tfrac {2}{3}}n-1}.}
Z drugiej strony {\displaystyle {\binom {2n}{n}}} jest największym z {\displaystyle 2n+1} składników sumy Newtona przedstawiającej {\displaystyle (1+1)^{2n}=4^{n},} przy czym dwa składniki równe są 1, więc:
{\displaystyle {\binom {2n}{n}}\geqslant {\tfrac {4^{n}-2}{2n-1}}\geqslant {\tfrac {4^{n}}{2n}}}
Przy tym nierówność jest ostra dla {\displaystyle n>1,} a co dopiero dla {\displaystyle n>32.} Dla takich {\displaystyle n,} nierówność {\displaystyle M(n)N(n)<{\binom {2n}{n}},} po obustronnym pomnożeniu przez {\displaystyle 2n,} wyniknie z
{\displaystyle n(2n)^{\sqrt {\tfrac {n}{2}}}4^{{\tfrac {2}{3}}n-1}<4^{n},}
czyli
{\displaystyle n(2n)^{\sqrt {\tfrac {n}{2}}}<4^{{\tfrac {n}{3}}+1}}
czyli, po zlogarytmowaniu:
{\displaystyle \left(1+{\sqrt {\tfrac {n}{2}}}\right){\tfrac {\ln(n)}{\ln(4)}}<\left({\tfrac {n}{3}}+1\right)-{\frac {\sqrt {\tfrac {n}{2}}}{2}}}
Z tego, że dla {\displaystyle x>1} zachodzi {\displaystyle \ln(x)<x-1,} otrzymujemy dla {\displaystyle n>32,} że:
{\displaystyle \ln(n)=\ln(32)+2\ln \left({\sqrt {\tfrac {n}{32}}}\right)<\ln(32)+2\left({\sqrt {\tfrac {n}{32}}}-1\right)<2+{\sqrt {\tfrac {n}{8}}}}
Wystarczy zatem dowieść
{\displaystyle \left(1+{\sqrt {\tfrac {n}{2}}}\right)\left(2+{\sqrt {\tfrac {n}{8}}}\right)<\left({\tfrac {n}{3}}+1-{\sqrt {\tfrac {n}{8}}}\right)\ln(4),}
czyli
{\displaystyle {\sqrt {2n}}+\left(1+\ln(4)\right){\sqrt {\tfrac {n}{8}}}<\left({\tfrac {\ln(4)}{3}}-{\tfrac {1}{4}}\right)n-2+\ln(4).}
Ponieważ {\displaystyle {\tfrac {138}{100}}<\ln(4)<{\tfrac {7}{5}},} to wystarczy dowieść, że:
{\displaystyle 8{\sqrt {2n}}<n-4,}
co dla {\displaystyle n\geqslant 4} jest równoważne z:
{\displaystyle n^{2}-136n+16>0.}
Nierówność ta zachodzi dla każdego {\displaystyle n\geqslant 136.} Więc twierdzenie zachodzi dla każdego {\displaystyle n\geqslant 136.} Dla {\displaystyle n\leqslant 135} twierdzenie zachodzi, gdyż kolejne liczby pierwsze w następującym ciągu są mniejsze od podwojonego poprzednika:
{\displaystyle 2,\ 3,\ 5,\ 7,\ 13,\ 23,\ 43,\ 83,\ 163.}
Koniec dowodu.
Dla dowolnej, nieujemnej liczby całkowitej {\displaystyle k} bez większego trudu można by dowieść nierówności:
{\displaystyle (2n)^{k}L(n)<{\binom {2n}{n}}}
lub słabszej
{\displaystyle \left(\prod _{s=1}^{k}(2n-2s+1)\right)L(n)<{\binom {2n}{n}}}
dla wszystkich {\displaystyle n\geqslant C,} gdzie stała C zależałaby od {\displaystyle k.} Nierówność ta zapewniłaby {\displaystyle k+1} liczb pierwszych pomiędzy {\displaystyle n} i {\displaystyle 2n,} dla wszystkich, dostatecznie dużych {\displaystyle n} (dla {\displaystyle n\geqslant C}).

### Metoda Czebyszewa
Czebyszew wprowadził iloczyny odcinków kolejnych liczb naturalnych, i ich kombinacje iloczynowo-ilorazowe. Z jednej strony takie iloczyny dają się dokładnie szacować, a z drugiej, dobierając starannie ich kombinacje, uzyskuje się iloczyny w których gęsto jest od kolejnych liczb pierwszych w potędze 1.
Metodę Czebyszewa uprościł Srinivasa Ramanujan (patrz: Lew Sznirelman), który skupił się na środkowym współczynniku dwumianowym, czyli na {\displaystyle (2n)!,} podzielonym dwukrotnie przez {\displaystyle n!.} Działa to dobrze w przypadku postulatu Bertranda, ze względu na odcinek pomiędzy daną liczbą naturalną i dwukrotnie większą. Jednak Czebyszew uzyskał mocniejszy wynik, gdyż zamiast proporcji 2 wystarczyła mu dowolnie ustalona powyżej 6/5 (patrz). Udowodnione po Czebyszewie twierdzenie o rozmieszczeniu liczb pierwszych natychmiast daje podobny wynik dla wszelkich proporcji ustalonych powyżej 1.

### Wariacja Erdősa
Paul Erdős wzmocnił twierdzenie Czebyszewa dowodząc
Twierdzenie
Dla dowolnej liczby naturalnej {\displaystyle n>6,} między liczbami {\displaystyle n,} a {\displaystyle 2n,} znajdują się co najmniej dwie liczby pierwsze – co najmniej jedna postaci {\displaystyle 4k+1,} oraz co najmniej jedna postaci {\displaystyle 4m+3.}

### Twierdzenie Dirichleta
Poniższe twierdzenie zostało udowodnione przez Dirichleta
Twierdzenie
W dowolnym ciągu arytmetycznym liczb naturalnych: {\displaystyle a,} {\displaystyle a+q,} {\displaystyle a+2q,} {\displaystyle a+3q,\dots } takim, że {\displaystyle a} i {\displaystyle q} są względnie pierwsze, występuje nieskończenie wiele liczb pierwszych. (Przy ustalonym {\displaystyle q,} ilość liczb pierwszych dla różnych a, względnie pierwszych z liczbą {\displaystyle q,} jest w pewnym asymptotycznym sensie taka sama).

#### Przypadki szczególne
- Ciąg arytmetyczny {\displaystyle 5,11,17,\dots } liczb naturalnych {\displaystyle n\equiv -1\mod 6{:}}
Niech {\displaystyle A} będzie niepustym zbiorem skończonym liczb naszego ciągu. Niech {\displaystyle X} będzie ich iloczynem. Wtedy {\displaystyle 6X-1} nie może mieć wyłącznie dzielników pierwszych dających resztę {\displaystyle 1} z dzielenia przez {\displaystyle 6} (ich iloczyn dałby resztę {\displaystyle 1}). Zatem istnieje taki dzielnik pierwszy {\displaystyle p|6X-1,} że {\displaystyle p\equiv -1\mod 6.} Dzielnik ten nie należy do {\displaystyle A,} czyli żaden taki zbiór skończony nie zawiera wszystkich liczb pierwszych z naszego ciągu arytmetycznego, a więc takich liczb pierwszych jest nieskończenie wiele.

Uwaga. Ciąg arytmetyczny {\displaystyle 2,5,8,\dots } liczb naturalnych {\displaystyle n\equiv -1\mod 3} zawiera powyższy, ale ma tylko jedną więcej liczbę pierwszą, mianowicie {\displaystyle 2.}
- Ciąg arytmetyczny {\displaystyle 3,7,11,\dots } liczb naturalnych {\displaystyle n\equiv -1\mod 4{:}}
Dowód, że ten ciąg zawiera nieskończenie wiele liczb pierwszych podobny jest do wcześniejszego, powyżej, dla przypadku mod 6. Taki prosty dowód działa tylko dla reszty -1, i tylko mod n: =3 lub 4 lub 6, kiedy to jedynymi resztami mod n, względnie pierwszymi z n, są liczby -1 oraz 1 (mod n).

- Ciąg arytmetyczny {\displaystyle 1,5,9,\dots } liczb naturalnych {\displaystyle n\equiv 1\mod 4{:}}
Euler pokazał, że nieparzysty dzielnik pierwszy liczby naturalnej postaci {\displaystyle a^{2}+1} musi dać resztę 1 z dzielenia przez 4. Niech więc {\displaystyle A} będzie niepustym zbiorem skończonym liczb naszego ciągu. Niech {\displaystyle X} będzie ich iloczynem. Wtedy {\displaystyle (2X)^{2}+1} musi mieć dzielnik pierwszy z naszego ciągu. Ale dzielnik taki nie może należeć do {\displaystyle A,} co oznacza, że zbiór wszystkich liczb pierwszych w naszym ciągu jest nieskończony.

### Twierdzenie o liczbach pierwszych
Podstawowe twierdzenie o rozmieszczeniu liczb pierwszych wśród liczb naturalnych sformułował Gauss, który na podstawie badań empirycznych zasugerował, że liczba π(n) liczb pierwszych w przedziale {\displaystyle [1,n]} opisana jest zależnością:
{\displaystyle \pi (n)\sim \mathrm {Li} (n),}
gdzie symbol {\displaystyle \mathrm {Li} (n)} oznacza resztę logarytmu całkowego, a „~” oznacza równość asymptotyczną rozumianą jako
{\displaystyle \lim _{n\to \infty }{\frac {\pi (n)}{\mathrm {Li} (n)}}=1.}
Rozwinięcie logarytmu całkowego w szereg daje oszacowanie:
{\displaystyle \pi (n)\approx {\frac {n}{\ln n}}+{\frac {n}{\ln ^{2}n}}+{\frac {2n}{\ln ^{3}n}}+\ldots =\sum _{i=1}^{\infty }{\frac {(i-1)!n}{\ln ^{i}n}}.}
Gauss nie udowodnił tego twierdzenia – dopiero pod koniec XIX wieku zostało ono udowodnione przez Hadamarda i de la Vallee Poussina.
Najprostszą postacią przybliżenia funkcji π jest pierwszy element tego szeregu:
{\displaystyle \pi (n)\approx {\frac {n}{\ln n}}.}
W tym wypadku także zachodzi asymptotyczna równość:
{\displaystyle \lim _{n\to \infty }{\frac {\pi (n)}{\frac {n}{\ln n}}}=1.}

### Hipoteza Riemanna
Rozmieszczenie liczb pierwszych na osi jest też związane bezpośrednio z hipotezą Riemanna. Mianowicie, jest ona równoważna stwierdzeniu, że liczba π(n) liczb pierwszych w przedziale {\displaystyle [1,n]} wyraża się wzorem:
{\displaystyle \pi (n)=\mathrm {Li} (n)+O\left({\sqrt {n}}\ln n\right),}
gdzie użyto notacji dużego O.

### Hipoteza liczb pierwszych bliźniaczych
Według tej teorii liczb pierwszych bliźniaczych jest nieskończenie wiele.

### Różnice między kolejnymi liczbami pierwszymi
Dla każdej liczby naturalnej {\displaystyle n} istnieją takie dwie kolejne liczby pierwsze, że ich różnica wynosi nie mniej niż {\displaystyle n.} Można to udowodnić poprzez wykazanie, że istnieje ciąg kolejnych {\displaystyle n} liczb naturalnych, z których żadna nie jest pierwsza (tj. każda jest złożona).
Dowód
Dla każdej liczby naturalnej {\displaystyle n} istnieją niezerowe liczby podzielne przez wszystkie liczby naturalne od {\displaystyle 2} do {\displaystyle n+1,} przykładowo {\displaystyle (n+1)!.} Możemy utworzyć ciąg kolejnych liczb: {\displaystyle (n+1)!+2,\ (n+1)!+3,\ (n+1)!+4,\dots ,\ (n+1)!+n+1.} Każda z nich jest podzielna odpowiednio przez {\displaystyle 2,3,4,\dots ,(n+1).} Oznacza to, że istnieje ciąg {\displaystyle n} kolejnych liczb naturalnych, z których żadna nie jest pierwsza.
Koniec dowodu

## Szczególne rodzaje liczb pierwszych

### Liczby pierwsze bliźniacze
Dwie liczby pierwsze są bliźniacze, jeśli ich różnica jest równa {\displaystyle 2.} Przykłady: 3 i 5, 5 i 7, 11 i 13, 17 i 19, 29 i 31, 41 i 43, 59 i 61, 71 i 73...
5 jest bliźniacza zarówno z 3, jak i z 7.
Nie wiadomo, czy istnieje nieskończenie wiele bliźniaczych liczb pierwszych.
Największa znana para liczb pierwszych bliźniaczych (stan na listopad 2024) to {\displaystyle 2996863034895\cdot 2^{1290000}\pm 1.} Liczby te, znalezione we wrześniu 2016, mają 388342 cyfry w zapisie dziesiętnym.

### Liczby pierwsze czworacze
Cztery liczby pierwsze są czworacze, jeśli są postaci {\displaystyle p,p+2,p+6,p+8} np. 5, 7, 11 i 13 lub 101, 103, 107 i 109. Są to dwie pary liczb bliźniaczych w najbliższym możliwym sąsiedztwie. Największe znane liczby czworacze to:
{\displaystyle 667674063382677\cdot 2^{33608}-1,} {\displaystyle 667674063382677\cdot 2^{33608}+1,} {\displaystyle 667674063382677\cdot 2^{33608}+5,} oraz {\displaystyle 667674063382677\cdot 2^{33608}+7}
Liczby te, znalezione w lutym 2019, mają po 10132 cyfry w zapisie dziesiętnym.

### Liczby pierwsze izolowane
Liczba pierwsza {\displaystyle p} jest izolowana, jeśli najbliższa jej liczba pierwsza różni się od {\displaystyle p} co najmniej o 4. Przykłady: 23, 89, 157, 173.

### Liczby pierwsze Mersenne’a
Liczbę
{\displaystyle M(n):=2^{n}-1}
nazywamy {\displaystyle n}-tą liczbą Mersenne’a (dla {\displaystyle n=0,1,\dots }). Tak otrzymana funkcja {\displaystyle M} jest homomorfizmem ze względu na największy wspólny dzielnik NWD:
{\displaystyle M(NWD(k,n))=NWD(M(k),M(n)).}
Liczby pierwsze Mersenna są to liczby pierwsze, będące jednocześnie liczbami Mersenne’a. Przykłady: 3, 7, 31, 127, 8191...
Warunkiem koniecznym, żeby liczba Mersenne’a {\displaystyle M(n)} była pierwsza jest pierwszość liczby {\displaystyle n.} Jednak nie dla każdej liczby pierwszej {\displaystyle p,} liczba {\displaystyle M(p)} jest pierwsza; na przykład:
{\displaystyle 2^{11}-1=23\cdot 89.}
Dlatego bada się także dzielniki Mersenne’a, a mianowicie dzielniki liczb Mersenne’a {\displaystyle M(p),} dla {\displaystyle p} pierwszego, zwłaszcza dzielniki pierwsze.
W sierpniu 2008 roku największą znaną liczbą pierwszą była liczba Mersenne’a {\displaystyle 2^{43112609}-1} – do jej zapisania w układzie dziesiętnym trzeba użyć 12978189 cyfr. Wygrano w ten sposób 100 tysięcy dolarów ufundowane przez Electronic Frontier Foundation dla odkrywcy liczby pierwszej o co najmniej 10 milionach cyfr. Obecnie największą znaną, 52. liczbą pierwszą Mersenne’a jest {\displaystyle 2^{136279841}-1,} która w zapisie dziesiętnym ma 41 024 320 cyfr. Odkrył ją 12 października 2024 roku Luke Durant w ramach projektu GIMPS.
Test Lucasa-Lehmera jest efektywną metodą sprawdzenia, czy liczba Mersenne’a jest liczbą pierwszą.

#### Liczby złożone Mersenne’a
Liczby złożone Mersenne’a {\displaystyle M(p),} mogą być liczbami złożonymi, gdy liczba {\displaystyle p} jest liczbą pierwszą lub gdy {\displaystyle n} jest liczbą złożoną, to {\displaystyle M(n)} jest także liczbą złożoną.
Stwierdzenie
Niech {\displaystyle p} oraz {\displaystyle q:=2\cdot p+1} będą liczbami pierwszymi, przy czym 2 jest resztą kwadratową {\displaystyle \mod q} (tzn. {\displaystyle x^{2}\equiv 2\mod q} dla pewnej liczby całkowitej {\displaystyle x}). Wtedy {\displaystyle q|M(p),} więc liczba Mersenne’a {\displaystyle M(p)} jest wtedy złożona dla {\displaystyle p>3.}
Dowód
Przy założeniach twierdzenia, niech {\displaystyle x^{2}\equiv 2\mod q} dla pewnej liczby całkowitej {\displaystyle x.} Wtedy na mocy małego twierdzenia Fermata:
{\displaystyle M(p):=2^{p}-1\equiv x^{q-1}-1\equiv 0\mod q,}
czyli {\displaystyle q|M(p).} Ponieważ dla {\displaystyle p>3} zachodzi {\displaystyle q:=2\cdot p+1<M(p),} to {\displaystyle q} jest dzielnikiem właściwym, więc {\displaystyle M(p)} jest złożone dla {\displaystyle p>3} (przy pozostałych założeniach).
Koniec dowodu.
Przykłady: 2 jest resztą kwadratową nieparzystej liczby pierwszej {\displaystyle q} wtedy i tylko wtedy, gdy {\displaystyle q^{2}} daje resztę -1 lub 1 z dzielenia przez 8. Ponadto chcemy, żeby {\displaystyle p:=(q-1)/2} było liczbą pierwszą. Zatem przykładów {\displaystyle q,} ilustrujących powyższe twierdzenie, należy szukać wyłącznie wśród {\displaystyle q} dających resztę -1 z dzielenia przez 8, czyli wśród liczb postaci: {\displaystyle q=8\cdot n-1.} Wtedy {\displaystyle p=4\cdot n-1.} Więc {\displaystyle n} nie powinno dawać reszty 1 z dzielenia przez 3, by uniknąć podzielności {\displaystyle 3|p,} oraz nie powinno dawać reszty -1, by uniknąć {\displaystyle 3|q.} Zatem należy ograniczyć się do {\displaystyle n} podzielnych przez 3, czyli do
{\displaystyle (p,q):=(12\cdot k-1,24\cdot k-1).}
Stąd najmniejszym przykładem, ilustrującym powyższe twierdzenie jest {\displaystyle (p,q):=(11,23).} Otrzymujemy podzielność {\displaystyle 23|M(11).} Następnym jest {\displaystyle (p,q):=(23,47),} czyli podzielność {\displaystyle 47|M(23).}

### Liczby pierwsze Fermata
Są to liczby pierwsze postaci {\displaystyle 2^{2^{n}}+1.} Jak dotąd znanych jest pięć liczb Fermata, które są pierwsze: 3, 5, 17, 257 i 65537.
A oto przykładowe faktoryzacje liczb Fermata
{\displaystyle F_{5}=641\cdot 6700417,}
{\displaystyle F_{6}=274177\cdot 67280421310721.}
Skoro liczby Fermata nie muszą być pierwsze, to bada się dzielniki Fermata, czyli dzielniki liczb Fermata, zwłaszcza dzielniki pierwsze.

### Liczby pierwsze Germain
Liczbę pierwszą {\displaystyle p} nazywamy liczbą pierwszą Sophie Germain jeżeli liczba {\displaystyle 2p+1} również jest pierwsza. Oto kilka liczb tego rodzaju: 2, 3, 5, 11, 23, 29, 41, 53, 83... Liczby pierwsze Germain związane są ze szczególnymi przypadkami wielkiego twierdzenia Fermata. Liczby pierwsze Germain są związane z liczbami złożonymi Mersenne’a.

### Liczby pomiędzy pierwsze
Liczby będące średnią kolejnych dwóch liczb pierwszych większych od 2 (ang. interprime numbers). Początkowe liczby pomiędzy pierwsze to: 4, 6, 9, 12, 15, 18, 21, 26, 30, 34,…
Liczby te są liczbami złożonymi, ponieważ analizie poddajemy kolejne liczby pierwsze.

### Liczby pseudopierwsze
Liczby złożone {\displaystyle n,} które spełniają warunek:
{\displaystyle n|2^{n}-2.}
Istnieje nieskończenie wiele liczb pseudopierwszych parzystych, jak i nieparzystych. Co więcej, dla każdej liczby pierwszej {\displaystyle p} istnieje nieskończenie wiele liczb pseudopierwszych podzielnych przez {\displaystyle p.} Liczbami pseudopierwszymi dla danego testu pierwszości nazywamy liczby złożone, których ten test nie rozpoznaje (powyższy przykład to liczby pseudopierwsze dla testu Fermata przy {\displaystyle a} równym 2).

### Liczby lustrzane pierwsze
To pary liczb pierwszych, z których jedna powstaje przez zapisanie cyfr dziesiętnych drugiej w odwrotnej kolejności.

Przykłady: 13 i 31, 17 i 71, 37 i 73, 79 i 97, 107 i 701,...

### Liczby palindromiczne pierwsze
To liczby pierwsze, które nie zmieniają się, gdy ich cyfry dziesiętne zapiszemy w odwrotnej kolejności.

Przykłady: 11, 101, 131, 151, 181, 191, 929.

## Problemy
Zagadnienia dotyczące liczb pierwszych należą do teorii liczb. Istnieją w niej dotąd nierozstrzygnięte problemy:
- hipoteza Goldbacha: czy każda liczba parzysta większa od 2 może być przedstawiona w postaci sumy dwóch liczb pierwszych?
- czy ciąg Fibonacciego zawiera nieskończenie wiele liczb pierwszych?
- czy liczb pierwszych Fermata jest nieskończenie wiele?
- czy liczb pierwszych bliźniaczych jest nieskończenie wiele?
- czy liczb pierwszych Mersenne’a jest nieskończenie wiele?
- czy liczb pierwszych Germain jest nieskończenie wiele?
- czy istnieje nieskończenie wiele liczb pierwszych postaci {\displaystyle n^{2}+1}?
- czy dla dowolnego {\displaystyle n} pomiędzy liczbami {\displaystyle n^{2}} i {\displaystyle (n+1)^{2}} istnieje liczba pierwsza?

## Największe znane liczby pierwsze
Największa znana dotąd liczba pierwsza to 52. liczba pierwsza Mersenne’a: {\displaystyle 2^{136279841}-1}, która ma 41 024 320 cyfr w zapisie dziesiętnym. Odkrył ją Luke Durant 12 października 2024 w ramach projektu GIMPS.
W listopadzie 2024 siedem największych znanych liczb pierwszych to liczby pierwsze Mersenne’a. Największą znaną liczbą pierwszą, która nie jest liczbą Mersenne’a, jest:
{\displaystyle 516693^{2097152}-516693^{1048576}+1,}
która w zapisie dziesiętnym ma 11 981 518 cyfr i została odkryta w październiku 2023.
Największą liczbą pierwszą poznaną przed erą elektroniki jest 44-cyfrowa tzw. liczba Ferriera:
{\displaystyle {\frac {2^{148}+1}{17}}=20\,988\,936\,657\,440\,586\,486\,151\,264\,256\,610\,222\,593\,863\,921}
znaleziona za pomocą mechanicznego kalkulatora.

## Odpowiedniki w innych strukturach algebraicznych
Najbliższym odpowiednikiem liczb pierwszych w pierścieniach są elementy pierwsze. Liczby pierwsze nie są jednak tym samym, co elementy pierwsze pierścienia liczb całkowitych – elementami pierwszymi są także liczby ujemne {\displaystyle (-2,-3,-5,\dots ),} a według niektórych źródeł także zero, które zostały z definicji wykluczone ze zbioru liczb pierwszych.
W pierścieniach bez jednoznaczności rozkładu pierwszość elementu nie jest równoważna jego nierozkładalności na czynniki (istnieją elementy nierozkładalne, które nie są pierwsze). Również pojęcie ideału pierwszego nawiązuje do tych intuicji.

## Zastosowanie
Liczby pierwsze są stosowane w niektórych znanych algorytmach kryptograficznych; jednym z nich jest RSA. Rozwój tych algorytmów zapewnia ewolucję projektów wyszukiwania ogromnych liczb pierwszych, takich jak GIMPS.